# カール・カウツキー
カール・カウツキー（ドイツ語: Karl Johann Kautsky, 1854年10月16日 - 1938年10月17日）は、チェコ系のオーストリア人でドイツを中心に活動したマルクス主義政治理論家、革命家、政治家、哲学者、経済学者。

## 略歴
オーストリア帝国、ボヘミア（現在のチェコ共和国中西部）のプラハに生まれる。父ヨハン・カウツキーはチェコ人で背景画家、グラーツからプラハに移り住んでいた母ミンナはシュタイアー人（民族ドイツ人）で女優・作家だった。7歳の時にウィーンに移り、ウィーン・ギムナジウムを経て1874年にウィーン大学に入学。大学では歴史哲学を専攻する傍ら、在学中の1875年にオーストリア社会民主党へ入党。大学卒業後の1880年にチューリッヒへ転居し、翌1881年にロンドンを訪問しカール・マルクスやフリードリヒ・エンゲルスと意見交換する機会を持った。
1882年にマルクス主義機関誌「ノイエ・ツァイト」を創刊、1885年から1890年にかけてロンドンに滞在しエンゲルスと度々意見交換をしながら、アウグスト・ベーベルやエドゥアルト・ベルンシュタインらとともにドイツ社会民主党 (SPD) のエルフルト綱領の策定に関わった。エンゲルスの死後はベーベルと共に社会民主党のマルクス主義中間派を形成して党内の主導権を掌握した。しかし1913年にはベルンシュタインや社会民主党左派とともに、軍事力増強法案に反対し、1917年に至って「ノイエ・ツァイト」の編集主幹を辞しベルンシュタイン、フーゴ・ハーゼ、ゲオルク・レーデブーアらとともに独立社会民主党 (USPD) に参加した。
第一次世界大戦後の1922年にドイツ社会民主党に復帰しヴァイマル共和国の要職を短期間務めたものの、フライコールによる革命派の弾圧に反対し党の国会議員団から除名。1924年に政治活動から引退してウィーンへ帰郷するも、アンシュルスに伴いナチスに追われて、プレスブルク、プラハを経由してアムステルダムへと逃れ、アムステルダムで客死した。

## 主な業績
生前のマルクス、エンゲルスと直接意見交換する機会を持つばかりか、エンゲルスの死後にはマルクスの遺稿の整理・編集の仕事を引き継ぎ、『経済学批判序説』（『経済学批判要綱』の一部）、『剰余価値学説史』、『資本論・民衆版』を編集・刊行した。また、ベーベルやベルンシュタインなどと綱領策定に関わったことから、マルクス主義理論の正統的な後継者の地位を確立。自ら編集主幹を務めた「Die Neue Zeit」を足場として、社会主義の最も重要で影響力のある理論家の一人となりマルクス主義の法王と渾名された。
ベルンシュタインとは大学時代からの知り合いでマルクス主義者となったのも彼の影響だったが、1890年代半ば以降ベルンシュタインが打ち出した修正主義が党内に台頭していくと、『農業問題』（1899年）、『ベルンシュタインと社会民主主義の綱領』（1899年）などの著作で修正主義の一連の主張に反論した。
一方で、1910年代に入って盛んとなったローザ・ルクセンブルクやカール・リープクネヒトなど左派の側に対しても批判を行い、1918年には『プロレタリアートの独裁』でソヴィエト社会主義政権を一党独裁であると非難し、民主主義による社会主義の実現を主張した（これに対してレーニンは『プロレタリア革命と背教者カウツキー』（1918年）で彼を「背教者」や「ユダ」などと激しく罵倒し、『国家と革命』第6章でブルジョア政府への入閣を一時的例外的手段として認めた第二インターナショナルの「伸縮自在決議」を例に挙げてその議会主義を日和見主義と批判した）。この他、『資本論解説』（1887年）、『近代社会主義の先駆者たち』（1895年）、『倫理と唯物史観』（1906年）、『キリスト教の起源』（1908年）、『権力への道』（1909年）、優生学についても語るなど、極めて多方面の文筆活動を行った。

## 著書（日本語訳）
- 『マルクス資本論解説』、高畠素之訳、大鐙閣、1921年。
- 『民衆政治と独裁政治』、広文館、1921年。
- 『資本論解説』、而立社、高畠素之訳（上記の改訳）、1924年。
- 『資本主義と物価問題』、早稲田泰文社、1924年。
- 『マルクス経済学入門』、新潮社、1925年。
- 『社会民主党綱領解説』、弘文堂書房、1925年。
- 『マルクス・エンゲルス評伝』、我等社、1926年。
- 『改訳資本論解説』、高畠素之訳(上記の改訳､高畠訳の最終版)、改造社、改訂版1927年。
- 『資本論解説』（岩波文庫）、大里伝平訳、岩波書店
- 『資本論解説』、佐多忠隆訳、改造社
- 『エルフルト綱領解説』（改造文庫）、三輪寿壮訳、改造社、1930年。
- 『唯物史観』（第1巻 第1書-第3書 自然と社会）、佐多忠隆訳（既刊３冊で中断。予定では全６冊で原書を全訳する予定だった）、日本評論社、1931年。
- 『倫理と唯物史観』（改造文庫）、堺利彦訳、改造社、1932年。
- 『貨幣論』、向坂逸郎・岡崎次郎共訳、改造社、1934年。
- 『恐慌論』、松崎敏太郎訳、叢文閣、1935年。
- 『農業問題』（岩波文庫）、向坂逸郎訳、岩波書店、1946年
- 『資本論解説』、佐藤栄訳、彰考書院新社、1946年。
- 『フランス革命時代の階級対立』、日高明三訳、アカギ書房、1946年。
- 『社会民主主義と共産主義の対決』、直井武夫訳、酣燈社、1951年。
- 『帝国主義論』（創元文庫）、波多野真訳、創元社、1953年。
- 堀江英一・山口和男 訳『フランス革命時代における階級対立』岩波書店〈岩波文庫〉、1954年。
- 山崎春成・崎山耕作 訳『農業問題――近代的農業の諸傾向の概観と社会民主党の農業政策』国民文庫社〈国民文庫〉、1955年。
- 奥田八二 訳『権力への道 革命への熟成に関する政治的考察』河出書房〈世界大思想全集（第2期）第14（社会・宗教・科学思想篇 第14））〉、1955年、169-272頁。
- 都留大治郎 訳『エルフルト綱領解説』河出書房〈世界大思想全集（第2期）第14（社会・宗教・科学思想篇 第14））〉、1955年、1-168頁。
- 三輪寿壮 訳『エルフルト綱領解説』改造図書出版販売〈改造文庫復刻版第1期〉、1977年。
- 玉野井芳郎 訳『自伝』河出書房〈世界大思想全集（第2期）第14（社会・宗教・科学思想篇 第14））〉、1955年、273-303頁。
- 渡辺義晴 訳『トマス・モアとユートピア』法政大学出版局〈りぶらりあ選書〉、1969年。
- 栗原佑 訳『キリスト教の起源――歴史的研究』法政大学出版局〈叢書・ウニベルシタス65〉、1975年。ISBN 4588000659。
- 堺利彦 訳『倫理と唯物史観』改造図書出版販売〈改造文庫復刻版第1期〉、1977年。
- 栗原佑 訳『中世の共産主義』法政大学出版局〈叢書・ウニベルシタス96〉、1980年。ISBN 4588000969。
- 『マルクスの経済学説―『資本論』入門』、相田慎一訳、丘書房、1999年3月、ISBN 4871410722。
- カール・カウツキー、カール・レンナー、シルビオ・ゲゼル著『カウツキー・レンナー・ゲゼル『資本論』の読み方』、相田慎一訳、ぱる出版、2006年4月、ISBN 4827202133。

### 関連文献
- 田中克彦著『言語からみた民族と国家』（岩波現代文庫）、岩波書店、1978年、1991年、2001年、ISBN 9784006000639
- 山本佐門著『ドイツ社会民主党とカウツキー』、北海道大学図書刊行会、1981年、ISBN 4832951513
- ゲアリ・P・スティーンソン著『カール・カウツキー 1854‐1938――古典時代のマルクス主義』、時永淑・河野裕康訳、法政大学出版局、1990年2月、ISBN 4588002856
- 相田慎一著『カウツキー研究――民族と分権』、昭和堂、1994年7月、ISBN 4812293065
- 相田慎一著『言語としての民族――カウツキーと民族問題』、御茶の水書房、2002年3月、ISBN 4275018990
- 上島武著『ロシア革命・ソ連史論――カウツキーからドイッチャーへ』、窓社、2003年3月、ISBN 4896250516
- 大野節夫「『権力への道』と「消耗戦略」 : カウツキー研究序説」『經濟學論叢』第19巻第5-6号、同志社大学経済学会、1972年2月、460-496頁、CRID 1390009224908600704、doi:10.14988/pa.2017.0000000593、ISSN 03873021。
- 靜田均「カウツキーの超帝国主義論」『經濟論叢』第85巻第2号、京都大學經濟學會、1960年2月、69-81頁、CRID 1390290699818813824、doi:10.14989/132738、hdl:2433/132738、ISSN 0013-0273。

### 同時代の文献
- マルクス・エンゲルス共著『ゴータ綱領批判 エルフルト綱領批判』、後藤洋訳、新日本出版社、2000年9月、ISBN 4406027602
- レーニン 著、レーニン全集刊行委員会 訳『プロレタリア革命と背教者カウツキー』（国民文庫）、大月書店、1953年3月、ISBN 4272810707
- レーニン 著、レーニン全集刊行委員会 訳『プロレタリア革命と背教者カウツキー』 レーニン全集 第31巻(1920年4月-12月)（原書第4版）、大月書店、1967年1月30日 第12刷、104-113、239-348頁。